# Mollinedia maxima
Mollinedia maxima là một loài thực vật có hoa trong họ Monimiaceae. Loài này được J.F. Morales & Grayum mô tả khoa học đầu tiên năm 2009.